# Ulsterisation
 (décembre 2023).
La mise en forme du texte ne suit pas les recommandations de Wikipédia : il faut le « wikifier ».
Les points d'amélioration suivants sont les cas les plus fréquents. Le détail des points à revoir est peut-être précisé sur la page de discussion.
- Les titres sont pré-formatés par le logiciel. Ils ne sont ni en capitales, ni en gras.
- Le texte ne doit pas être écrit en capitales (les noms de famille non plus), ni en gras, ni en italique, ni en « petit »…
- Le gras n'est utilisé que pour surligner le titre de l'article dans l'introduction, une seule fois.
- L'italique est rarement utilisé : mots en langue étrangère, titres d'œuvres, noms de bateaux, etc.
- Les citations ne sont pas en italique mais en corps de texte normal. Elles sont entourées par des guillemets français : « et ».
- Les listes à puces sont à éviter, des paragraphes rédigés étant largement préférés. Les tableaux sont à réserver à la présentation de données structurées (résultats, etc.).
- Les appels de note de bas de page (petits chiffres en exposant, introduits par l'outil «  Source ») sont à placer entre la fin de phrase et le point final[comme ça].
- Les liens internes (vers d'autres articles de Wikipédia) sont à choisir avec parcimonie. Créez des liens vers des articles approfondissant le sujet. Les termes génériques sans rapport avec le sujet sont à éviter, ainsi que les répétitions de liens vers un même terme.
- Les liens externes sont à placer uniquement dans une section « Liens externes », à la fin de l'article. Ces liens sont à choisir avec parcimonie suivant les règles définies. Si un lien sert de source à l'article, son insertion dans le texte est à faire par les notes de bas de page.
- La présentation des références doit suivre les conventions bibliographiques. Il est recommandé d'utiliser les modèles {{Ouvrage}}, {{Chapitre}}, {{Article}}, {{Lien web}} et/ou {{Bibliographie}}. Le mode d'édition visuel peut mettre en forme automatiquement les références.
- Insérer une infobox (cadre d'informations à droite) n'est pas obligatoire pour parachever la mise en page.

Pour une aide détaillée, merci de consulter Aide:Wikification.
Si vous pensez que ces points ont été résolus, vous pouvez retirer ce bandeau et améliorer la mise en forme d'un autre article.
L'Ulsterisation fait référence à l'un des volets - "primauté de la police" - d'une stratégie en trois parties (les deux autres étant la "normalisation" et la "criminalisation") du gouvernement britannique pendant le conflit connu sous le nom de "Troubles". Cette stratégie consistait à désengager autant que possible les régiments de la British Army n'appartenant pas à l'Ulster de leurs tâches en Irlande du Nord et à les remplacer par des membres de la Police Royale de l'Ulster (RUC) et du Régiment de défense de l'Ulster (UDR), recrutés localement. L'objectif de cette politique était de limiter les effets du conflit à l'Irlande du Nord,,,.

## Nom et origine
Le nom de cette politique provient d'une stratégie américaine similaire vers la fin de la guerre du Viêt Nam, appelée "vietnamisation",,. La vietnamisation était une politique visant à augmenter la proportion des forces sud-vietnamiennes participant au conflit, tout en réduisant celle de l'armée américaine. Il s'agissait d'une réponse au syndrome vietnamien de l'opinion publique américaine qui se retournait contre l'engagement militaire américain au Viêt Nam. Par analogie, les responsables politiques britanniques ont estimé que la mort de soldats britanniques (c'est-à-dire anglais, écossais et gallois) pendant les Troubles était beaucoup plus importante pour l'opinion publique britannique que ce qui pouvait être décrit comme "des Irlandais tuant et surveillant des Irlandais".
L'évolution vers un maintien de l'ordre au niveau local a fait suite au rapport Hunt, publié le 3 octobre 1969. Ce rapport recommandait une réorganisation complète de la Police royale de l'Ulster, dans le but de la moderniser et de l'aligner sur les autres forces de police du Royaume-Uni. En 1970, Lord Carrington a également averti que les dépenses de la British Army en Irlande du Nord étaient inacceptables ; tout au long des années 1970, les dirigeants militaires ont insisté sur la nécessité de se concentrer sur la confrontation avec l'Armée rouge dans la plaine d'Allemagne du Nord, plutôt que sur les combats en Irlande du Nord. Le plan d'Ulsterisation a été décrit dans un document stratégique britannique non publié de 1975, intitulé The Way Ahead (la voie à suivre), rédigé par un comité composé d'officiers supérieurs de l'armée britannique, du RUC et du MI5, présidé par John Bourn, un fonctionnaire du Bureau pour l'Irlande du Nord.

## Mise en œuvre
L'Ulsterisation comprenait diverses tentatives de réforme de la RUC, dont la réputation avait souffert de son implication dans les émeutes d'Irlande du Nord de 1969, et qui était considérée comme partiale par les militants du mouvement pour les droits civiques en Irlande du Nord. Sous le premier secrétaire d'État pour l'Irlande du Nord (travailliste), Merlyn Rees, l'augmentation de la proportion de policiers et de militaires d'Irlande du Nord recrutés par l'UDR s'est poursuivie jusqu'à la signature de l'accord anglo-irlandais en 1985. L'objectif de Rees était d'asseoir la politique de sécurité sur une base plus logique et rationnelle. Avec le chef de la police d'Irlande du Nord, l'Anglais Kenneth Newman, ils ont élaboré les stratégies souvent controversées de la "criminalisation" et de l'Ulsterisation. Ces politiques seront plus tard étendues par Roy Mason et incluront l'utilisation du Special Air Service à la frontière irlandaise.

## Résultat
L'Ulsterisation a entraîné des changements frappants dans la répartition des pertes, les pertes militaires/policières d'Irlande du Nord dépassant celles de la Grande-Bretagne pendant le reste du conflit, inversant ainsi le schéma précédent. Une stratégie connexe, la "criminalisation", visait à modifier la perception du conflit, en le faisant passer d'une guerre coloniale à une campagne contre des gangs criminels,,. L'impact politique en Grande-Bretagne des meurtres de soldats britanniques par l'Armée républicaine irlandaise provisoire a été jugé plus important que celui des décès de membres des forces de sécurité locales. La baisse du nombre de victimes de l'armée britannique non UDR en 1976 a permis d'éviter que ne se développe en Grande-Bretagne un sentiment de retrait de l'Irlande du Nord.